# یواس‌اس اس‌سی-۴۱
یواس‌اس اس‌سی-۴۱ (به انگلیسی: USS SC-41) یک زیردریایی بود که طول آن ۱۱۰ فوت (۳۴ متر) بود. این زیردریایی در سال ۱۹۱۸ ساخته شد.